# Montezumina oblongooculata
Montezumina oblongooculata är en insektsart som först beskrevs av Brunner von Wattenwyl 1878.  Montezumina oblongooculata ingår i släktet Montezumina och familjen vårtbitare. Inga underarter finns listade i Catalogue of Life.